# Vicente Rovea
Vincenzo Rovea, conhecido no Brasil como Vicente Rovea (Voghera, 25 de fevereiro de 1861 — Caxias do Sul, 20 de novembro de 1941) foi um comerciante e político ítalo-brasileiro.

## Biografia
Era filho dos italianos Remigio Rovea e Rosa Fiori. Chegou a Caxias do Sul na década de 1880, e em 1890 fundou uma casa comercial. Localizada em uma das entradas da vila, tornou-se logo importante entreposto de abastecimento e comércio. Trabalhava com secos e molhados, miudezas, fazendas e itens de armarinho, além de ser uma parada obrigatória para os tropeiros que vinham negociar seus produtos, dispondo de um potreiro para o descanso dos animais.
Ao mesmo tempo em que conduzia seus negócios, envolveu-se ativamente na vida política da vila. Quando Caxias foi emancipada, em 1890, passando da condição de distrito de São Sebastião do Caí para a de vila autônoma, foi instalada uma Junta de Governo, que teve de iniciar a estruturação do novo município em meio a um cenário turbulento, reflexo tanto da recente proclamação da República quanto da disputa pelo poder entre federalistas e republicanos. Além disso, a população de colonos era maciçamente católica e grande parte seguia uma corrente conservadora e radical, o ultramontanismo, que combatia ferrenhamente os  maçons, os positivistas e os liberais, que dominavam os principais cargos públicos. Neste ambiente agitado Rovea tornou-se líder dos federalistas, sendo também maçom. Não demorou para que parte da população, dissentindo da orientação da Junta recém-empossada, se insurgisse nas duas Revoltas dos Colonos, nas quais Rovea tomou parte como um dos líderes. Os principais motivos de descontentamento eram os impostos atrasados cobrados com multas e juros e a má condição das estradas e transportes. Os revoltosos depuseram a Junta e o primeiro Conselho, assumindo o governo da vila uma Junta Revolucionária liderada por Affonso Amabile e Francisco Januário Salerno. Para apaziguar os ânimos o Governo do Estado reinstalou o Conselho admitindo em seu seio dois revolucionários, Luiz Pieruccini e Domingos Maineri. A tentativa não surtiu efeito, e pouco depois ocorreu a segunda revolta, a Junta oficial e o Conselho foram derrubados outra vez, e a Junta Revolucionária, agora composta por Rovea mais Pieruccini e Maineri, tomou o poder. O Governo do Estado teve de intervir novamente e dissolveu a Junta que havia indicado, em seu lugar nomeando um intendente, Antônio Xavier da Luz, tendo como seu vice Luiz Pieruccini, que assumiram no dia 1º de agosto de 1892.

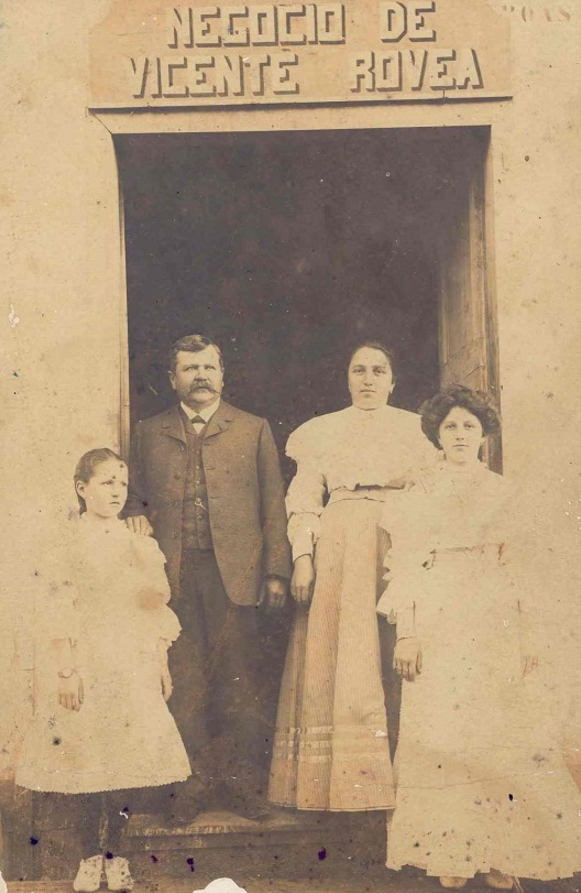
Rovea, a esposa Bortolina e filhas em frente ao seu negócio

Enquanto isso, Rovea fazia seu comércio prosperar rapidamente. Na abertura do século XX ele havia se tornado o comerciante mais rico de Caxias, e foi um dos fundadores da Associação dos Comerciantes, que reuniu os principais empresários. Loraine Giron refere que ele era pouco ativo na entidade, mas Mário Gardelin lembrou sua participação na comissão que promoveu a construção da Ponte do Korff, realização importante para dinamizar o comércio com os Campos de Cima da Serra, sendo um dos empreiteiros da obra, e na comissão que angariou verbas para uma Exposição-Feira que se realizaria em Porto Alegre. A Associação em pouco tempo se tornou o principal motor da economia local e um influente porta-voz das reivindicações dos colonos. Foi basicamente devido à sua influência que Serafim Terra foi indicado intendente em 1904, levando para o governo, como seu vice, o próprio Rovea. Neste momento, porém, a Associação começava a enfrentar uma crise, dividida por disputas internas que levaram ao afastamento de vários membros, e com a ascensão de comerciantes à vice-Intendência e ao Conselho, seu papel de reivindicador se esvaziou. Esse processo de acentuou quando Rovea assumiu a titularidade com o licenciamento de Terra em 16 de maio de 1907 e quando foi eleito no ano seguinte para a Intendência. Nas palavras de Giron, "em 12 de agosto de 1908 foi eleito como intendente Vicente Rovea, então a luta dos comerciantes se tornou a luta municipal. O intendente municipal assumiu a liderança da comunidade, conseguindo trazer para Caxias as obras que se faziam necessárias. Desta forma a luta da Associação Comercial deixa de ser essencial para o município. Não havendo causas a serem defendidas, visto que estas foram assumidas pelo intendente, o movimento sofre uma paralisação".

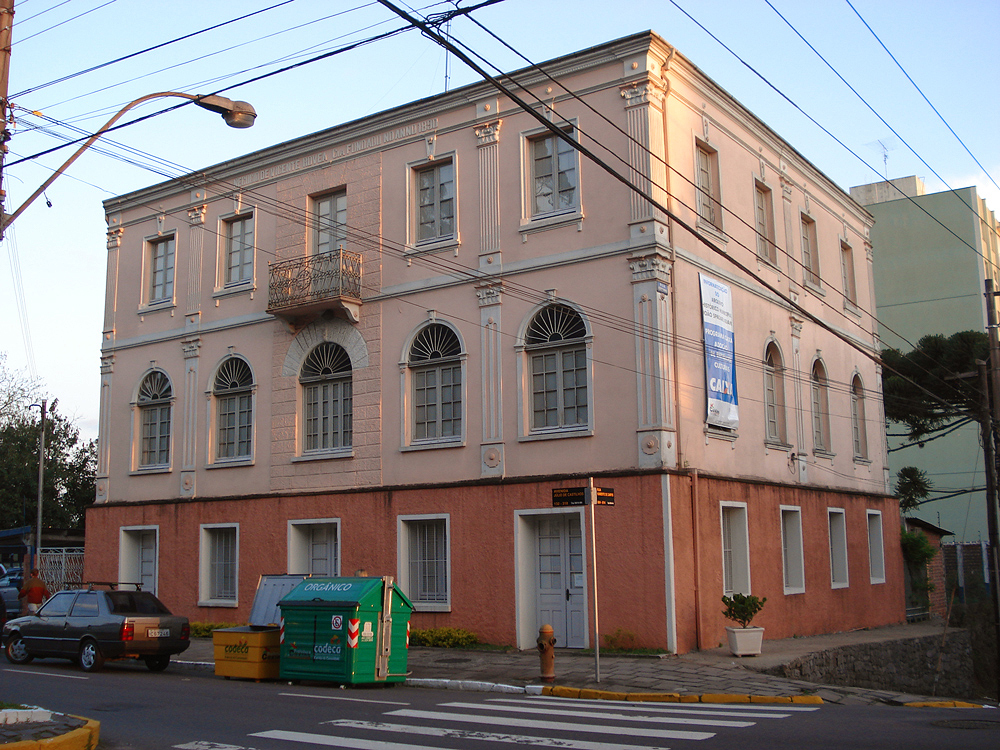
A antiga casa e comércio de Vicente Rovea, hoje o Arquivo Histórico Municipal.

Em 25 de janeiro de 1910 licenciou-se do governo para tratamento de saúde, assumindo interinamente Tancredo Appio Feijó. Porém, só retornaria ao governo efetivo em 1º de dezembro de 1911 com a renúncia de Feijó, entregando o cargo em 12 de agosto de 1912 para José Pena de Moraes, que Rovea havia nomeado vice-intendente ao reassumir em 1911. Nesta época já havia sido promovido a tenente-coronel-comandante do Estado Maior do 97º Batalhão de Infantaria da Guarda Nacional, nomeado em 8 de maio de 1912, corporação da qual era oficial há muitos anos. Sua administração se destacou por ser o início de um processo de consolidação do poder dos descendentes de italianos, quando até então a Intendência vinha regularmente sendo entregue a agentes de origem luso-brasileira, e foi elogiado por conseguir pacificar o ambiente depois de muitos anos de intensa agitação, colaborando ativamente "na consolidação definitiva da política local, de que resultou o congraçamento da família caxiense". Recebeu, contudo, criticas na imprensa da época pelos altos impostos cobrados e pela grande elevação da dívida pública.
No início de 1909 anunciara na imprensa a liquidação do seu negócio e a venda de várias propriedades rurais, mas em setembro de 1910 estava de volta à ativa como representante de uma pedreira e olaria de Pedro Jacob Rodrigues, e em 1911 sua casa comercial havia sido recomposta. Ainda em 1911 foi um dos fundadores do Tiro de Guerra, assumindo um lugar no Conselho Fiscal, em 1913 foi nomeado para uma das diretorias da Associação dos Comerciantes, que havia sido reativada em 1912, e em 1914 é citado como o banqueiro local da agência de seguros A Mundial, sediada no Rio de Janeiro. Em meados da década de 1920 seu comércio encerrou suas atividades.
Em 8 de julho de 1941, pouco antes de falecer, foi festejado solenemente pela Associação dos Comerciantes como um dos cinco fundadores ainda vivos, quando recebeu com os outros o título de sócio honorário. Vicente Rovea foi casado com Bortola Venzon (1871-1939), deixando descendência. A casa onde viveu e manteve seu comércio depois serviu de sede ao Hospital Carbone e ao Hospital Beneficente Santo Antônio e, seguindo-se a muitas reivindicações populares, foi tombada pelo Estado em 1986 e pelo Município em 2002, hoje abrigando o Arquivo Histórico Municipal João Spadari Adami. Seu nome batiza uma rua de Caxias do Sul.